# Bogoslužje
Bogoslužje, tudi Služba božja, je glavno bogočastno dejanje monoteističnih religij ali veroizpovedi. V krščanstvu se uporablja tudi izraz liturgija, v judovstvu avoda in v islamu ibadat.

### Maša
V ožjem pomenu v krščanstvu pomeni beseda bogoslužje »liturgično dejanje«, ki mu pravijo vzhodni kristjani kar »liturgija«, katoličani pa »maša«.